# Aeroklub Świdnik
Aeroklub Świdnik – polski aeroklub założony w 1952 roku, działający w Świdniku, znany z działalności szkoleniowej, sportowej i popularyzatorskiej w dziedzinie lotnictwa sportowego i rekreacyjnego.

## Historia
Aeroklub powstał 11 października 1952 roku jako Aeroklub Fabryczny, z inicjatywy grupy pasjonatów lotnictwa, wśród których byli m.in. Zbigniew Piasecki, bracia Zbigniew i Zdzisław Klimkiewiczowie oraz Mieczysław Masłowski. Początkowo działał jako Zakładowe Koło Ligi Lotniczej, by następnie przekształcić się w Aeroklub Robotniczy. Pierwszym kierownikiem został Zbigniew Piasecki.
W początkowym okresie aeroklub dysponował dwoma szybowcami Salamandra, jednym szybowcem ABC oraz samolotem PO-2 wymagającym remontu. Rozpoczęto szkolenia samolotowe i szybowcowe, a także rozwijano sekcje spadochronową i modelarską. Wśród pierwszych kursantów byli m.in. Andrzej Ciesielski, Wojciech Trawiński i Irena Pietrzak.
W latach 50. i 60. aeroklub rozwijał się dynamicznie, powiększając flotę do 12 samolotów i 11 szybowców w 1957 roku. W tym czasie świdniccy piloci odnosili liczne sukcesy sportowe, m.in. Henryk Ignasiak jako pierwszy na Lubelszczyźnie zdobył Złotą Odznakę Szybowcową z Trzema Diamentami (1959). Szczególnie wyróżniała się sekcja akrobacji samolotowej pod kierownictwem Stanisława Kasperka, pięciokrotnego mistrza Polski i uczestnika mistrzostw świata.
Pomimo trudności w latach 60., kiedy ograniczono działalność aeroklubu i zmniejszono zasoby, placówka przetrwała i kontynuowała szkolenia oraz działalność sportową.

## Działalność
Aeroklub Świdnik prowadzi szkolenia lotnicze w różnych dyscyplinach: samolotowej, szybowcowej, spadochronowej i modelarskiej. Organizuje zawody sportowe, w tym memoriały i zawody akrobacji samolotowej, oraz promuje kulturę lotniczą w regionie.
Aeroklub współpracuje z lokalnym przemysłem lotniczym, w szczególności z Wytwórnią Sprzętu Komunikacyjnego „PZL-Świdnik”, co sprzyja rozwojowi infrastruktury i zaplecza technicznego.

## Znaczenie
Aeroklub Świdnik jest jedną z najstarszych i najbardziej aktywnych placówek lotniczych w Polsce, mającą duży wkład w rozwój lotnictwa sportowego i rekreacyjnego na Lubelszczyźnie. Wychował wielu znakomitych pilotów i instruktorów, a jego działalność przyczyniła się do popularyzacji lotnictwa w regionie.